# Baja (stacja kolejowa)
Kiskunhalas (węg. Baja vasútállomás) – stacja kolejowa w Baja, w komitacie Bács-Kiskun, na Węgrzech. 
Stacja znajduje się na ważnej linii 154 Bátaszék – Baja – Kiskunhalas i obsługuje pociągi wszystkich kategorii w tym EuroCity. 

## Linie kolejowe
- Linia 154 Bátaszék – Baja – Kiskunhalas